# Mimi Kodheli
Mimi Kodheli, née le 11 septembre 1964 à Tirana, est une femme politique albanaise membre du Parti socialiste d'Albanie (PSSh). Elle est ministre de la Défense entre 2013 et 2017.

## Biographie

### Formation et jeunesse
En 1986, elle obtient un diplôme de la faculté d'économie de l'université de Tirana, qu'elle complète en 2000 par une maîtrise en administration des affaires de l'université du Nebraska à Lincoln. Elle est nommée, deux ans plus tard, adjointe au maire de Tirana par Edi Rama, alors à la tête de la capitale albanaise.

### Ascension politique
Promue en 2005 préfète de Tirana, elle obtient en 2007 un doctorat de sciences économiques de l'université de Vérone. À l'occasion des élections législatives du 29 juin 2009, elle est élue députée à l'Assemblée d'Albanie, où elle devient vice-présidente de la commission de l'Économie et des Finances.

### Ministre de la Défense
À la suite des élections législatives du 23 juin 2013, remportées par le centre-gauche, elle est nommée le 15 septembre suivant ministre de la Défense dans le gouvernement du Premier ministre socialiste Edi Rama.